# Henry Melchior Muhlenberg
Henry Muhlenberg, ursprungligen Heinrich Melchior Mühlenberg, född 6 september 1711 i Einbeck i Braunschweig-Lüneburg, död 7 oktober 1787 i Providence i Pennsylvania, var en tysk präst som organiserade de tysk-lutherska församlingarna i Brittiska Amerika och kom att grunda det första evangelisk-lutherska trossamfundet i Nordamerika.

## Ungdom och tidiga liv
Mühlenberg var son till en kyrksam skomakare och fick trots faderns blygsamma samhällsställning studera vid latinskolan. Efter faderns död kunde vänner till familjen sända honom till universiteten i Göttingen och Halle där han studerade teologi, musik och språk. I Halle var han också lärare vid det av August Hermann Francke grundade barnhuset. Efter sin prästvigning blev han pastorsadjunkt i en församling i Lausitz. Universitetet i Halle var pietistiskt färgat och hans gamla lärare där övertalade Mühlenberg att flytta till Philadelphia och bli präst för de tyska lutheranerna i provinsen Pennsylvania.

## Pennsylvania

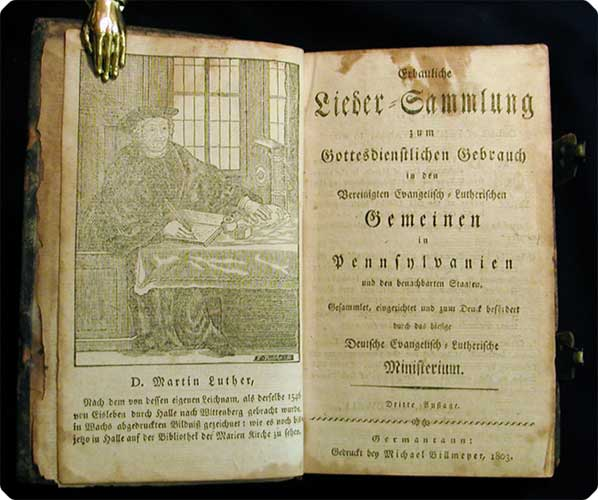
Muhlenbergs psalmbok

Kort efter sin ankomst till nya världen 1743 kom Muhlenberg i konflikt med Nikolaus Ludwig von Zinzendorf vilken anlänt året innan och försökte skapa ett herrnhutiskt präglad protestantiskt ekumeniskt samfund i provinsen. Detta motsatte sig den rena lutheranen Muhlenberg och det blev den officiellt ackrediterade Muhlenberg som vann kampen om de tyska själarna. Han blev kyrkoherde för de tyskspråkiga lutheranerna i Pennsylvania, men blev också en aktiv ledare för de tysktalande lutheranerna i andra kolonier i Brittiska Amerika; han förmådde församlingarna att ersätta gamla okvalificerade präster med välutbildade teologer från Tyskland. 1748 grundade Muhlenberg  Ministerium von Pennsylvanien, det första självständiga lutherska trossamfundet i Nordamerika och medverkade till att skapa en enhetlig liturgi. 1760 omarbetade han tillsammans med den svenske prosten Carl Magnus Wrangel ministeriets stadga. Hans tyskspråkiga psalmbok utgavs 1786.

## Familjeliv
Muhlenberg gifte sig 1745 med Anna Maria Weiser, dotter till den tyskfödde indiantolken Conrad Weiser. Paret fick flera framgångsrika söner, Peter Muhlenberg, generalmajor i kontinentalarmén, kongressman och senator; Frederick Muhlenberg, det amerikanska representanthusets förste talman; och naturforskaren Henry Ernst Muhlenberg.

## Eftermäle
Som den evangelisk-lutherska kyrkans patriark i Nordamerika har han fått ett lutherskt college, Muhlenberg College uppkallat efter sig, liksom en sjö, Lake Muhlenberg. Ett monument till hans ära är uppfört vid det lutherska teologiska seminariet i Philadelphia. Det hus han bodde i har placerats på National Register of Historic Places.

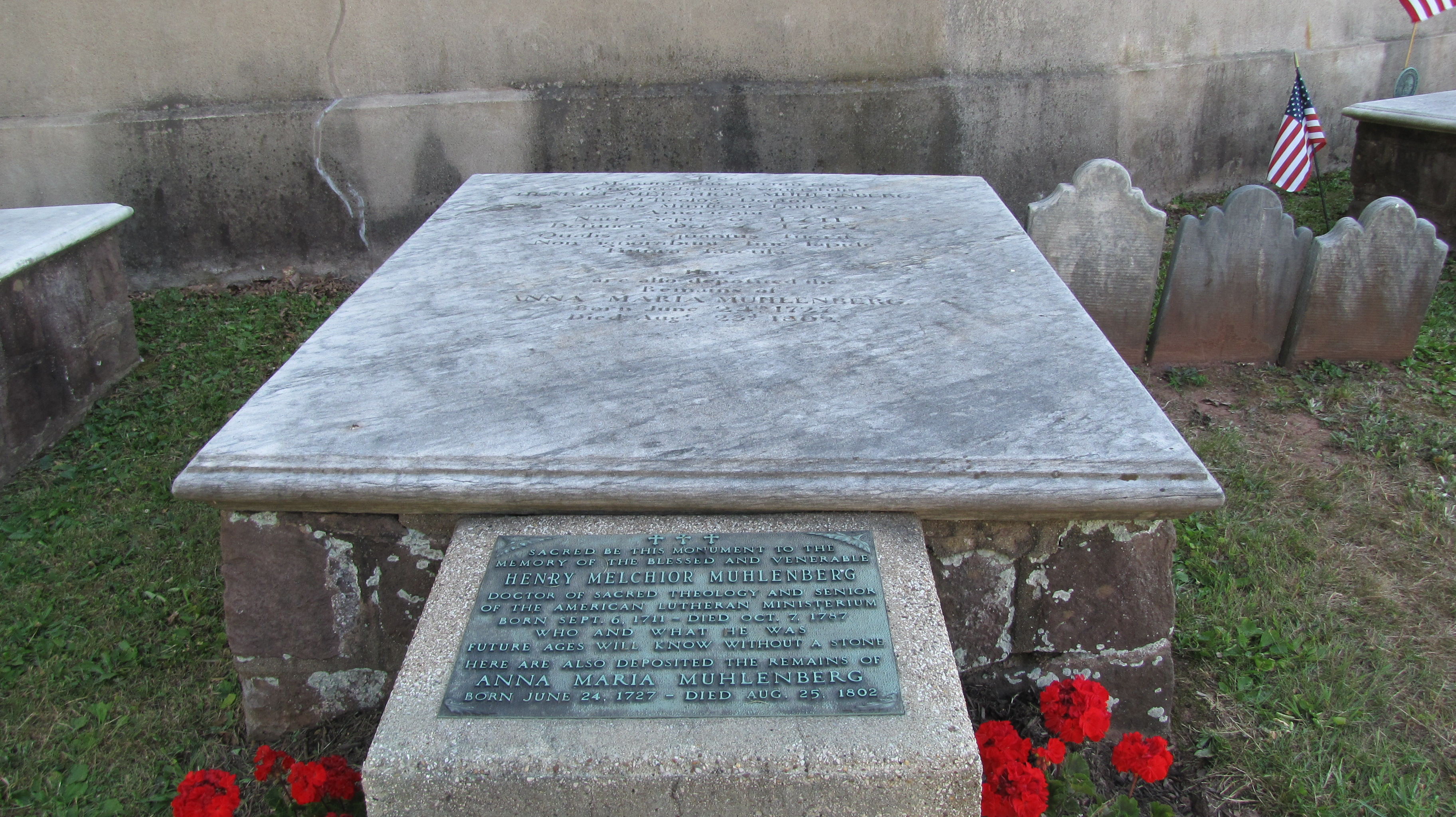
Muhlenbergs grav
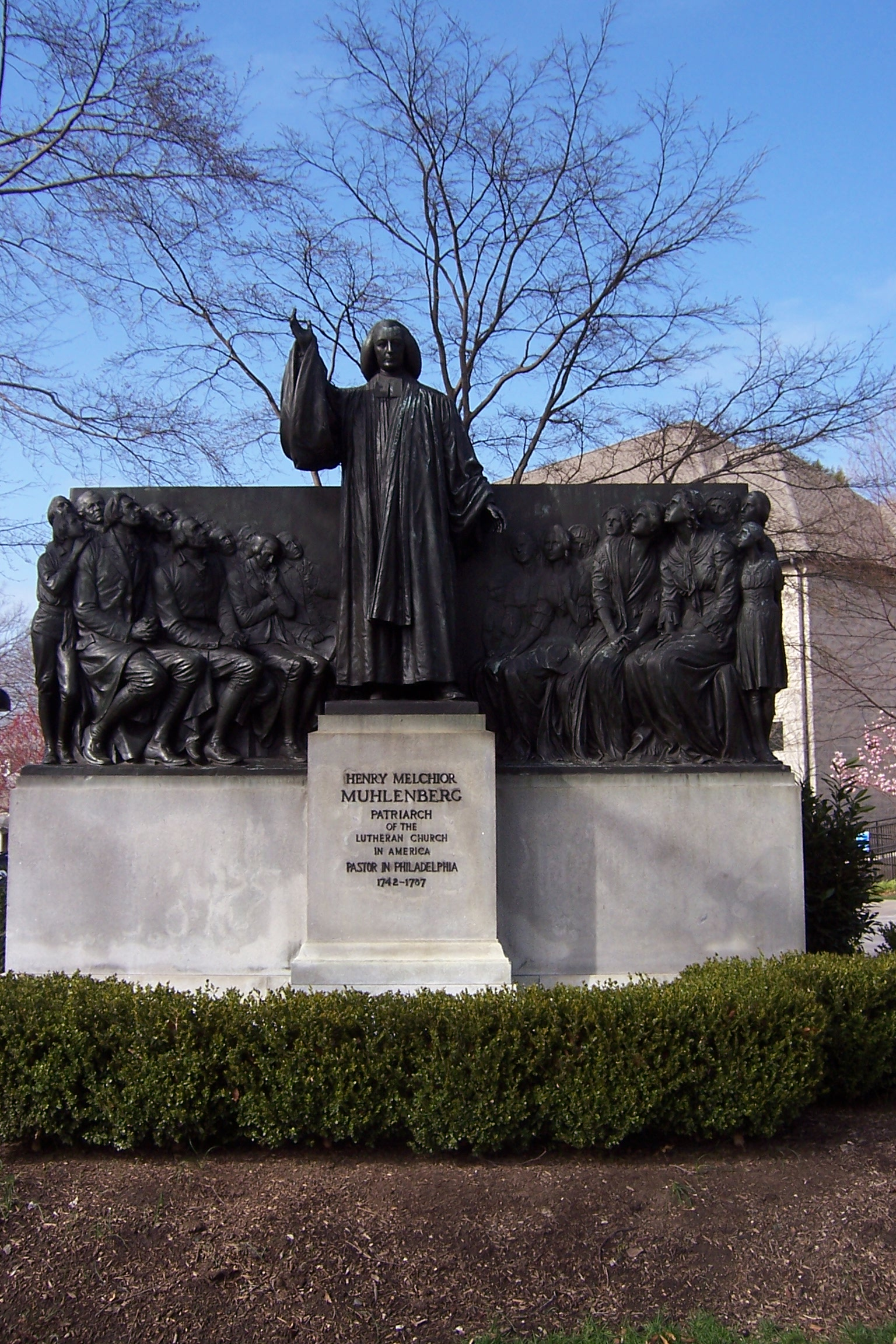
Muhlenberg- monumentet i Philadelphia.
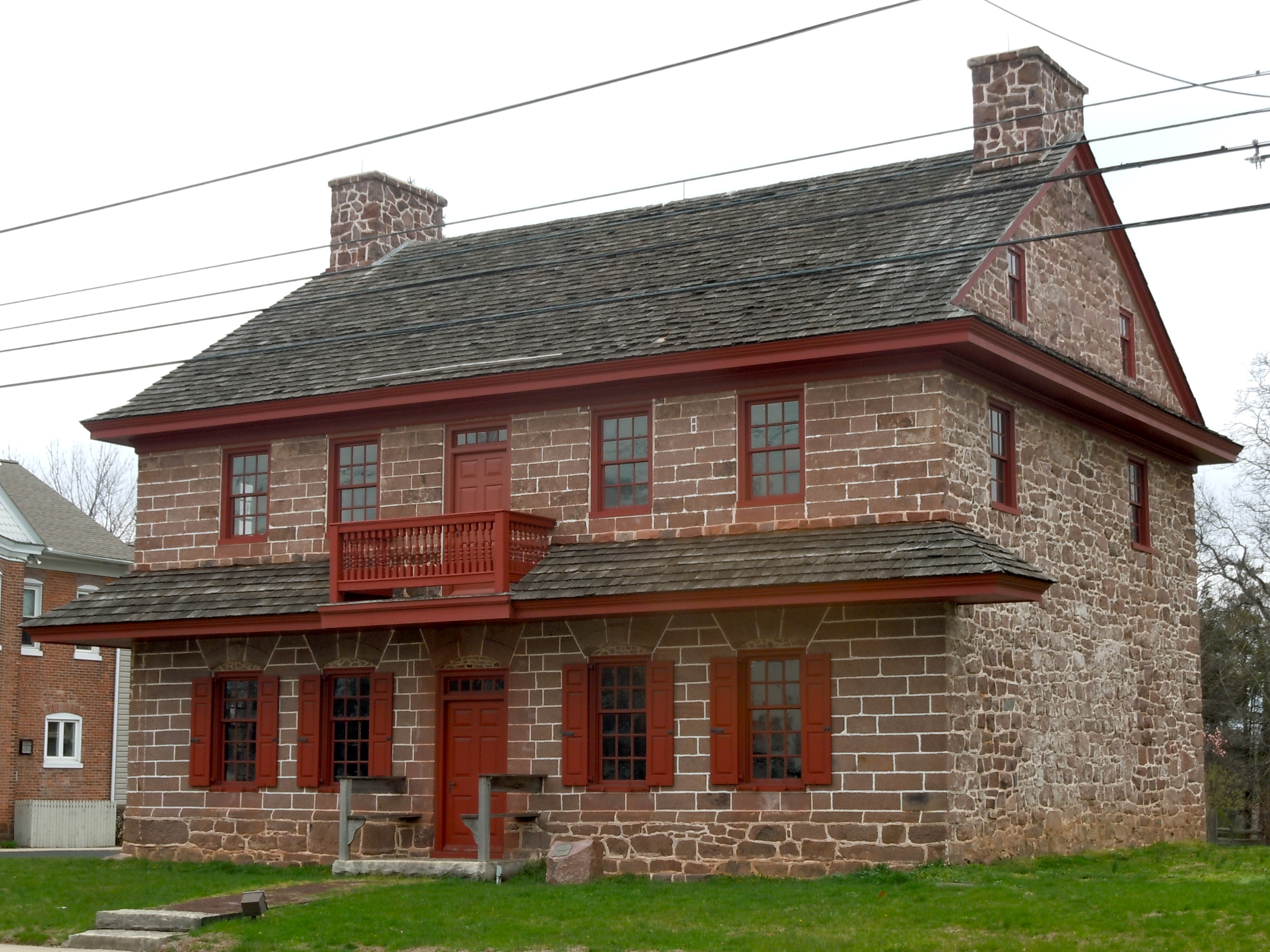
Muhlenberghuset